# إليوت ريد
إليوت ريد (بالإنجليزية: Elliott Reid) (و. 1920 – 2013 م) هو ممثل كوميدي، وممثل مسرحي، وممثل تلفزي، وممثل أفلام، وكاتب سيناريو أمريكي، ولد في مانهاتن، توفي عن عمر يناهز 93 عاماً، بسبب قصور القلب.

## وصلات خارجية
- إليوت ريد على موقع IMDb (الإنجليزية)
- إليوت ريد على موقع قاعدة بيانات برودواي على الإنترنت (الإنجليزية)
- إليوت ريد على موقع قاعدة بيانات برودواي على الإنترنت (الإنجليزية)
- إليوت ريد على موقع قاعدة بيانات الفيلم (الإنجليزية)

- إليوت ريد في قاعدة بيانات الأفلام على الإنترنت